# Midnight Prayer
Midnight Prayer är Bad Cash Quartets tredje och sista studioalbum, utgivet 2003.

## Låtlista
1. "I Can Wait Until Spring" - 2:39
2. "Dirty Days" - 2:57
3. "Midnight Prayer" - 2:43
4. "Searching Is Killing Me" - 3:10
5. "Twenty Two" - 3:46
6. "I Care About You All" - 2:50
7. "Nights Are Mine" 2:38
8. "Valentine" 2:55
9. "I Don't Hesitate to Say Who I Hate" 2:55
10. "Sunny Day" 1:11
11. "Freeze Out" - 3:41

## Listplaceringar
| Lista (2003) | Topplacering |
| ------------ | ------------ |
| Sverige      | 4            |

### Fotnoter
1. ↑  ”Midnight Prayer”. Discogs.com. http://www.discogs.com/Bad-Cash-Quartet-Midnight-Prayer/release/2160407. Läst 16 juni 2012.
2. ↑  Listplacering